# 岡山市立吉備中学校
岡山市立吉備中学校（おかやましりつ きびちゅうがっこう）は、岡山県岡山市北区庭瀬にある公立中学校。

## 沿革
- 1947年（昭和22年）4月 吉備町立吉備中学校を創設。
- 1971年（昭和46年）3月8日 吉備町が岡山市に編入されたことに伴い、岡山市立吉備中学校に改称する。  ・2023年(令和5年)校舎の老朽化に伴い外装の工事を行う。2024年2月完成予定。

## 著名な卒業生
- 桃瀬美咲 - タレント（第33回ホリプロタレントスカウトキャラバンで3万6,312人の中から審査員特別賞を受賞）
- 桜井日奈子 - タレント

## 関係する小学校
- 岡山市立吉備小学校
- 岡山市立陵南小学校

## 最寄駅
- JR山陽本線:庭瀬駅

## 通学区域が隣接している学校
- 岡山市立高松中学校
- 岡山市立中山中学校
- 岡山市立石井中学校
- 岡山市立御南中学校
- 岡山市立福田中学校
- 岡山市立妹尾中学校
- 早島町立早島中学校
- 倉敷市立庄中学校